# Липницький Юліан Денисович
Юліан Денисович Липницький (1890 — † 7 червня 1929) — полковник Армії УНР.

## Життєпис
Останнє звання у російській армії — поручик.
З 15 листопада 1918 начальник організаційного відділу штабу військ Директорії. Станом на 12 лютого 1919 — начальник Персональної управи Головного штабу Дієвої Армії УНР. З 21 березня 1919 член так званого, Тимчасового уряду Південно-Західної області УНР, який вів переговори з більшовиками (так звана Вапнярська республіка).
З 16 травня 1919 року — помічник головного державного інспектора Дієвої Армії УНР. У серпні 1919 року — був членом делегації УНР у Польщі на мирних переговорах. Станом на 12 листопада 1919 начальник залоги Кам'янець-Подільського.
Станом на 20 грудня 1922 — начальник української збірної команди при Військово-спортивному клубі у Варшаві. Помер у Варшаві, похований на православному кладовищі Воля.